# Muhammad Rafiq Tarar
Muhammad Rafiq Tarar (tiếng Urdu: محمد رفیق تارڑ) (2 tháng 11 năm 1929 - 7 tháng 3 năm 2022) là Tổng thống Pakistan từ ngày 1 tháng 1 năm 1998 đến 20 tháng 6 năm 2001. Khi Pakistan độc lập năm 1947, Rafiq Tarar làm một nhân viên cứu trợ tình nguyện ở các trại do Liên đoàn sinh viên Hồi giáo tạo ra cho người tị nạn di cư từ Ấn Độ đến Pakistan.

## Sự nghiệp chính trị
Muhammad Rafiq Tarar tốt nghiệp Cao đẳng Islamia ở Gujranwala vào năm 1949. Năm 1951, Tarar tốt nghiệp luật tại Cao đẳng Luật ở Lahore. Cùng năm, ông được kết nạp làm luật sư. Ông cũng được kết nạp làm luật sư tại Tòa thượng thẩm Lahore trong tháng 10 năm 1955. Sau khi tốt nghiệp, ông hành nghề ở Gujranwala trước khi leo lên đến chức vụ Chủ tọa Tòa lao động Punjab năm 1970. He was appointed as the Chief Justice of Lahore High Court four years later since he started. Earlier, during his days as Judge of the Lahore High Court, he also served as member of the Pakistan Election Commission. Justice Muhammad Rafiq Tarar was elevated as a Judge of the Supreme Court in 1991, from which he retired in tháng 11 năm 1994 on attaining the age of 65 years.

## Tổng thống Pakistan
Tháng 3 năm 1997, Tarar chuyển từ nghề luật sang làm chính trị. Ông đã được bầu là thượng nghị sĩ và năm đó ông đã được bầu làm Tổng thống Pakistan ngày 31 tháng 12 năm 1997.
Trong thời kỳ làm tổng thống, Tarar phần lớn chỉ là một vị tổng thống không thực quyền. Quyền lực của chức tổng thống Pakistan giảm dần và đỉnh điểm là Tu chính án 13 của Hiến pháp Pakistan năm 1997 trên thực tế loại bỏ các quyền dự trữ, khiến cho chức vụ này hoàn toàn là biểu tượng như tinh thần xác thực của Hiến pháp Pakistan.

## Nghỉ hưu
Tarar không bị phế truất khi Tướng Pervez Musharraf nắm quyền chính phủ Pakistan vào năm 1999. Khi Thủ tướng Nawaz Sharif bị lật đổ, Tarar được phép tại vị cho đến năm 2001, tại thời điểm Musharraf nắm quyền tổng thống trong một nỗ lực giành được tính hợp pháp và tái cấu trúc chính phủ Pakistan theo hướng chế độ tổng thống quản lý nhiều hơn.
Ngày 16 tháng 3 năm 2007, ông đã bị bắt giữ khi ông dẫn đầu một cuộc tuần hành chống Musharraf ở Lahore sau vụ sa thải bất hợp pháp thẩm phán trưởng Iftikhar Muhammad Chaudhry 

## Qua đời
Ông rút lui khỏi chính trường và định cư ở Lahore, nơi ông qua đời sau một thời gian dài bị bệnh vào ngày 7 tháng 3 năm 2022, hưởng thọ 92 tuổi.